# العلاقات البوتانية المولدوفية
العلاقات البوتانية المولدوفية هي العلاقات الثنائية التي تجمع بين بوتان ومولدوفا.

## مقارنة بين البلدين
هذه مقارنة عامة ومرجعية للدولتين:
| وجه المقارنة                                              | بوتان          | مولدوفا                           |
| --------------------------------------------------------- | -------------- | --------------------------------- |
| المساحة (كم2)                                             | 38.39 ألف      | 33.85 ألف                         |
| عدد السكان (نسمة)                                         | 807.61 ألف     | 2.55 مليون                        |
| الكثافة السكانية (ن./كم²)                                 | 21.04          | 75.33                             |
| العاصمة                                                   | تيمفو          | كيشيناو                           |
| اللغة الرسمية                                             | لغة دزونكا     | اللغة المولدوفية، اللغة الرومانية |
| العملة                                                    | نغولترم بوتاني | ليو مولدوفي                       |
| الناتج المحلي الإجمالي (بليون دولار)                      | 2.51 مليار     | 8.13 مليار                        |
| الناتج المحلي الإجمالي (تعادل القوة الشرائية) بليون دولار | 6.49 مليار     | 17.94 مليار                       |
| الناتج المحلي الإجمالي الاسمي للفرد دولار أمريكي          | 2.66 ألف       | 3.65 ألف                          |
| الناتج المحلي الإجمالي للفرد دولار أمريكي                 | 7.82 ألف       | 4.98 ألف                          |
| مؤشر التنمية البشرية                                      | 0.605          | 0.693                             |
| رمز المكالمات الدولي                                      | +975           | +373                              |
| رمز الإنترنت                                              | .bt            | .md                               |
| المنطقة الزمنية                                           | ت ع م+06:00    | ت ع م+02:00، ت ع م+03:00          |

## منظمات دولية مشتركة
يشترك البلدان في عضوية مجموعة من المنظمات الدولية، منها:
| علم المنظمة | اسم المنظمة                        | تاريخ انضمام بوتان | تاريخ انضمام مولدوفا |
| ----------- | ---------------------------------- | ------------------ | -------------------- |
|             | مؤسسة التنمية الدولية              | 28 سبتمبر 1981     | 14 يونيو 1994        |
|             | يونسكو                             | 13 أبريل 1982      | 27 مايو 1992         |
|             | وكالة ضمان الاستثمار متعدد الأطراف | 21 أكتوبر 2014     | 9 يونيو 1993         |
|             | الأمم المتحدة                      | 21 سبتمبر 1971     | 2 مارس 1992          |
|             | الاتحاد البريدي العالمي            | ?                  | ?                    |
|             | البنك الدولي للإنشاء والتعمير      | 28 سبتمبر 1981     | 12 أغسطس 1992        |
|             | الاتحاد الدولي للاتصالات           | 15 سبتمبر 1988     | 20 أكتوبر 1992       |
|             | منظمة حظر الأسلحة الكيميائية       | ?                  | ?                    |
|             | مؤسسة التمويل الدولية              | 1 ديسمبر 2003      | 10 مارس 1995         |
|             | منظمة الشرطة الجنائية الدولية      | ?                  | ?                    |

## وصلات خارجية
- موقع وزارة الخارجية البوتانية
- موقع وزارة الخارجية المولدوفية